# I'd Rather Believe in You
I'd Rather Believe in You è il tredicesimo album di inediti della cantante e attrice statunitense Cher, pubblicato nell'ottobre 1976 dalla Warner Bros. Records.

## Descrizione
Anche questo album, come alcuni dei precedenti, fu un insuccesso commerciale e non entrò nelle classifiche.
L'album non è mai stato pubblicato ufficialmente su CD.

## Tracce
Lato A
1. Long Distance Love Affair – 2:45 (Price, Walsh)
2. I'd Rather Believe in You – 3:45 (Omartian, Omartian)
3. I Know (You Don't Love Me – 2:54 (George)
4. Silver Wings & Golden Rings – 3:20 (Sklerov, Leikin)
5. Flashback – 3:53 (Wayne, O'Day)

Lato B
1. It's a Cryin' Shame – 2:49 (Lambert, Potter)
2. Early Morning Strangers – 3:43 (Manilow, David)
3. Knock on Wood – 3:30 (Eddie Floyd, Steve Cropper)
4. Spring – 4:23 (Tipton)
5. Borrowed Time – 2:57 (Hill, Soden, Weber, Michlin)